# Eugen Schmohl

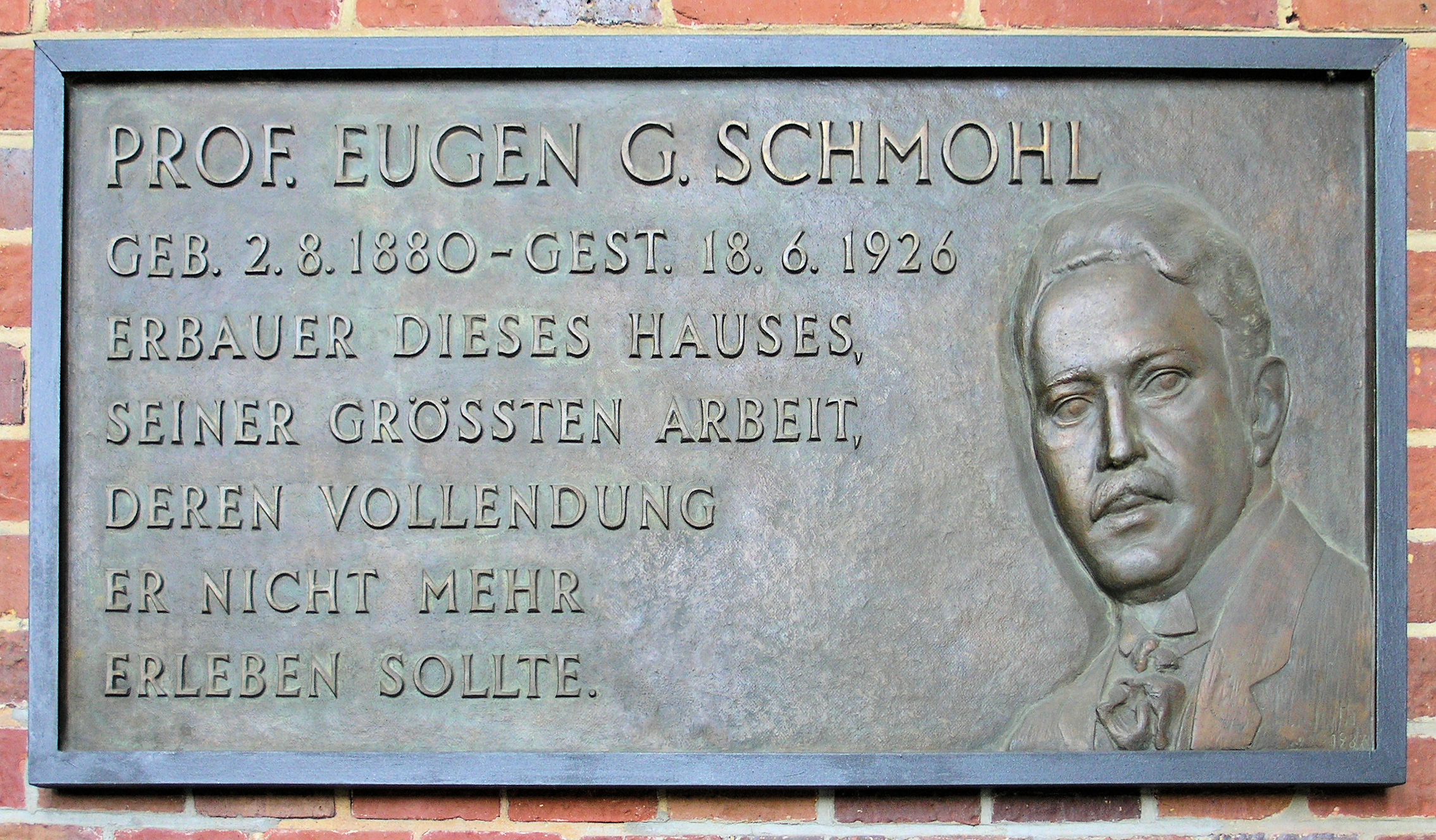
Gedenktafel für Eugen Schmohl am Ullsteinhaus

Eugen Schmohl (* 2. August 1880 in Ludwigsburg; † 18. Juni 1926 in Bühl; vollständiger Name: Eugen Gustav Schmohl) war ein deutscher Architekt und Hochschullehrer.

## Leben
Schmohl war Sohn des damaligen Ludwigsburger Amtsbaumeisters, studierte an der Technischen Hochschule Stuttgart Architektur und war nach 1900 in Berlin tätig, zunächst als Mitarbeiter im Architekturbüro Hart & Lesser und von 1902 bis 1907 im Atelier von Alfred Messel. Danach arbeitete er freiberuflich, zeitweise auch in Zusammenarbeit mit dem Architekten Alfred Salinger. Im Februar 1922 wurde Schmohl Nachfolger von F. O. Kuhn als Professor an die Architektur-Abteilung der Technischen Hochschule Berlin berufen und im Januar 1926 zum Mitglied der Preußischen Akademie der Künste gewählt.

## Werk

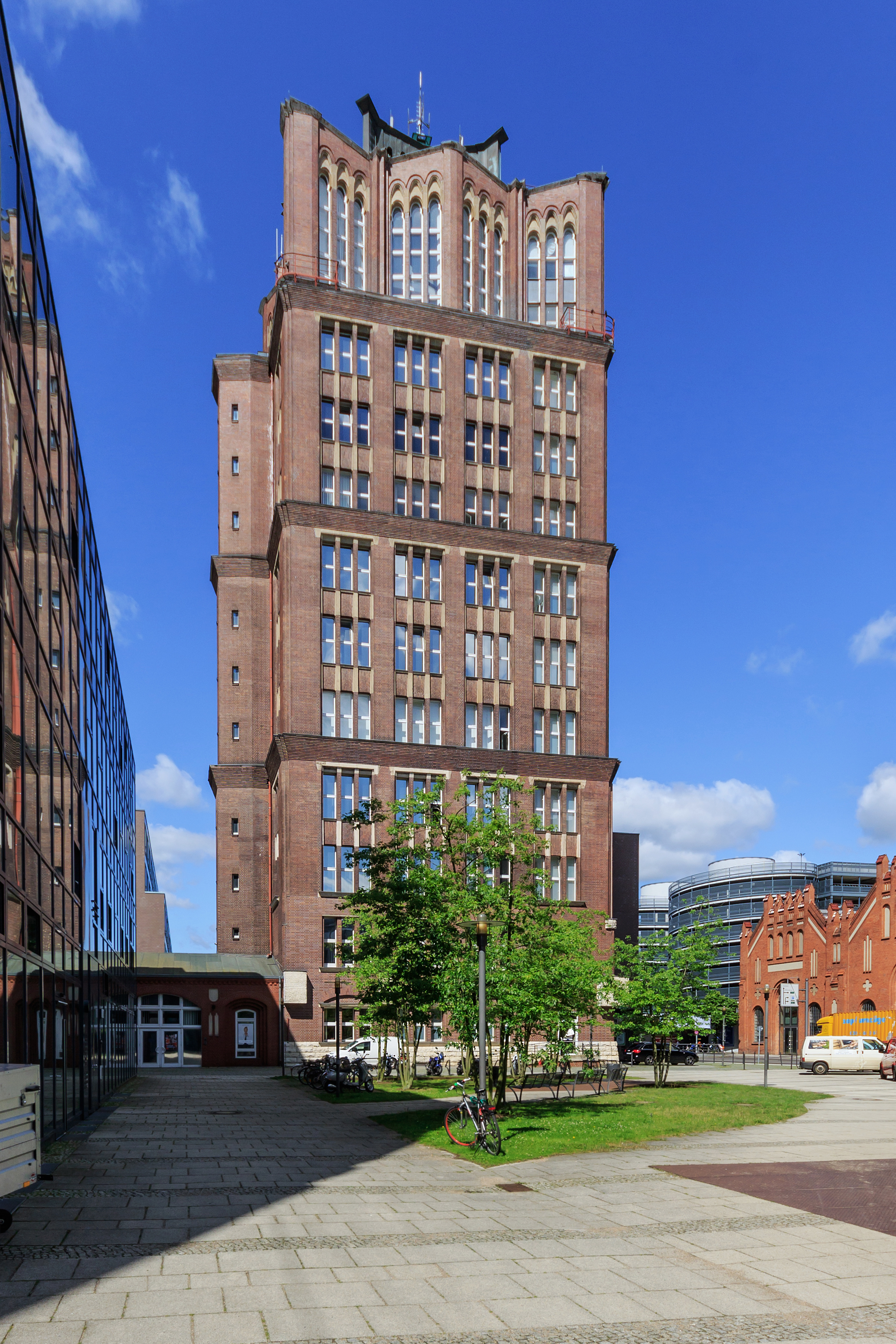
Borsigturm, Berlin-Tegel

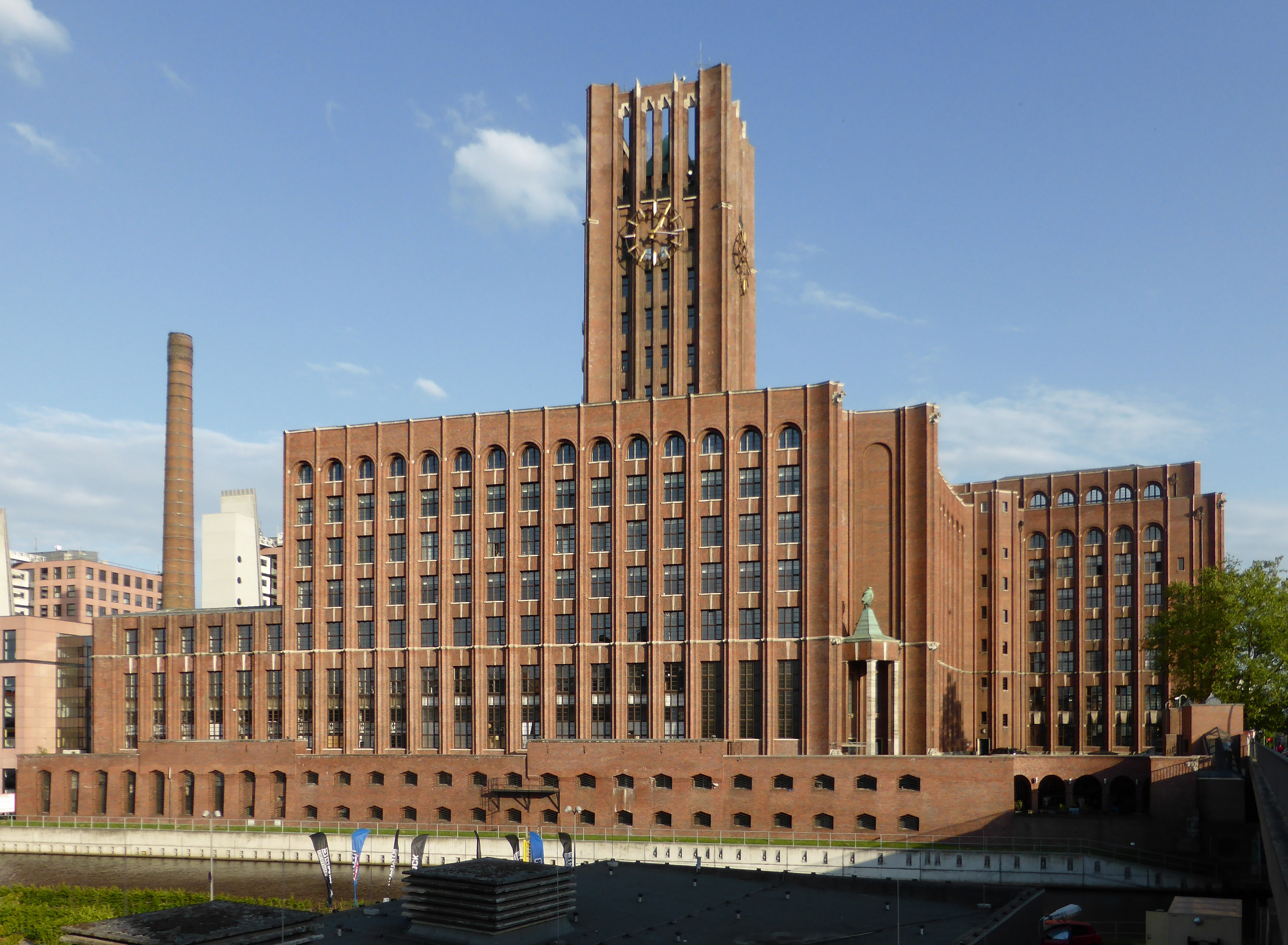
Ullsteinhaus, Berlin-Tempelhof

- 1907–1908: Erweiterungsbau des Konfektionshauses V. Manheimer für Ferdinand Manheimer, den Sohn des Unternehmensgründers Valentin Manheimer, in Berlin-Mitte, Jägerstraße 33 (mit Alfred Salinger, unter Denkmalschutz)[2][3]
- 1907–1908: Büro- und Geschäftshaus Mohrenstraße 54/55 in Berlin-Mitte (mit Alfred Salinger, zerstört)[4]
- 1908–1909: Wohn- und Geschäftshaus Krausenstraße 9/10 in Berlin-Mitte (mit Alfred Salinger, unter Denkmalschutz)[5]
- 1909–1913: Borsig-Villa Reiherwerder bei (Berlin-)Tegel für Ernst von Borsig junior (mit Alfred Salinger)
- 1910–1911: Kreisständehaus in Saarbrücken, Schlossplatz 16 (mit Alfred Salinger, unter Denkmalschutz)
- 1912–1913: Kaufhaus Wertheim am Moritzplatz[6] in Berlin-Kreuzberg (zerstört)
- 1913: Schloss Kartzow (Landhaus Gilka in Kartzow) bei Potsdam
- 1914: Grabdenkmal für Alfred Messel
- 1919–1920: Wohn- und Wirtschaftsgebäude auf Gut Groß Behnitz für Ernst von Borsig in Groß Behnitz
- 1919–1920: Umbau der Kirche in Groß Behnitz
- 1922–1925: Verwaltungs-Hochhaus der Borsig AG (sogenannter „Borsigturm“) in Berlin-Tegel, Am Borsigturm[7]
- 1923–1925: Landratsamt in Belzig, Niemöllerstraße (unter Denkmalschutz)
- 1925: Regimentsdenkmal 1914–1918 für das Königin Elisabeth Garde-Grenadier-Regiment Nr. 3 im Lietzenseepark in Berlin (mit Bronze-Standbild nach Modell von Bildhauer Wilhelm Gerstel)
- 1925–1927: Ullstein-Druckhaus in Berlin-Tempelhof, Mariendorfer Damm[8]
- 1926: Zierbrunnen für die GeSoLei in Düsseldorf (mit Skulptur nach Modell von Bildhauer Wilhelm Gerstel)
 Das Original wurde später im Rosengarten des Bochumer Stadtparks aufgestellt, eine Kopie für den Breitscheidplatz in Cottbus entstand 1929.
- 1926–1927: Erweiterungsbau für das Kaufhaus Wertheim am Leipziger Platz in Berlin, Leipziger Platz 13 (plastischer Bauschmuck u. a. von Bildhauer Wilhelm Gerstel; zerstört)
- 1926–1927: Wohnblock für die Wohnungsbaugesellschaft „Heimat“ in Berlin-Prenzlauer Berg